# Терещенко Василь Тимофійович
Терещенко Василь Тимофійович (20 лютого 1943 — 6 березня 2015) — заслужений вчитель України, член Донецького відділення НТШ, організатор освіти, публіцист.
Кар'єра: вчитель, заступник директора і директор середньої школи, завідувач Артемівського районного відділу освіти Донеччини (з 1980), вчений секретар Донецького інституту соціальної освіти.

## Біографія
Народився в селі Оленівка Волноваського району на Донеччині. Закінчив у 1965 році Донецький педагогічний інститут, за фахом математик. Строкову службу у війську відбував у місті Севастополі. Працював вчителем математики, заступником директора і директором шкіл Новоазовського й Артемівського районів Донеччини.
У 1973 році призначений першим директором Мар'їнської школи-інтернату для дітей сиріт. У 1980 році обійняв посаду завідувача Артемівським районним відділом освіти.

### Громадська робота

Терещенко Василь Тимофійович. 1990-і роки.

- Ініціював створення меморіального музею російського письменника Всеволода Гаршина (відкритий у 1985 році) на його батьківщині в селі Переїзне Артемівського району. Організував реекспозицію музею Володимира Сосюри в м. Сіверську Артемівського району (1986 р.).

- Під керівництвом Терещенка Василь Тимофійовича створено меморіальний музей (відкритий 2001 р.) видатного політичного й державного діяча, вченого соціолога, публіциста і письменника М. Ю. Шаповала на його батьківщині в селі Сріблянка. Організатор ювілейної конференції у Донецьку, присвяченій М. Ю. Шаповалу (на 125-річчя з дня народження).
- Організував і щорічно проводив Гаршинські літературно-педагогічні читання(з 1985 р.), Шаповалівські літературно-історичні читання (з 2000 р.), Сосюринські дні поезії (з 1986 р.), свята патріотичної поезії на честь поета-фронтовика Миколи Рибалка(з 1992 р.).

У заходах брали участь вчителі Артемівського району і вчені ВНЗ м. Києва, Донецька, Луганська, Слов'янська.
- Сприяв встановленню пам'ятників:
  - бронзового бюста В.Гаршину в с. Переїзне Бахмутського району,
  - бюста М. Шаповала в с. Сріблянка(1993 р.)
  - бюста М.Рибалка в с. Миньківка Бахмутського району (2003 р.), З ініціативи В. Т. Терещенка встановлено пам'ятні знаки:
  - гранітна брила на місці садиби Акімових, де народився В.Гаршин (с. Переїзне, 1994 р.),
  - гранітна брила на місці садиби, де мешкала родина Сосюр (м.Сіверськ (Яма),1998 р.),
  - гранітна брила на місці садиби сім'ї Шаповалів (с. Сріблянка, 2001 р.)

## Публіцистичні видання
- Терещенко В. Т. Микита Шаповал-велетень із Донбасу, Артемівськ, 2000.
- Терещенко В. Т. Созвездие Гаршина. — Артемівськ. — 1998.
- Терещенко В. Т. Новое слово о Всеводе Гаршине. — Артемівськ, 1996 р.(у співавторстві),
- Терещенко В. Т. Ямські зорі Володимира Сосюри. — Артемівськ, перше видання − 1998 р., друге видання — 2002.(у співавторстві),
- Терещенко В. Т. Меморіальний музей Володимира Сосюри в середній школі № 1 м. Сіверська Артемівського району(путівник). — Донецьк: Облполіграфвидав, 1987.
- Терещенко В. Т. Мемориальный музей В. М. Гаршина(буклет-путівник). — Донецьк: Облполіграфвидав, 1986.
- Терещенко В. Т. Шкільне поле. — Донецьк, 1987. (у співавторстві)
- Терещенко В. Т. Артемівський район. — Артемівськ, 1998.
- Терещенко В. Т. Донецькі світанки Микити Шаповала. — Артемівськ, 2001.
- Терещенко В. Т. Події і люди Бахмутчини. — Донецьк: Східний видавничий дім. — 2006.
- Терещенко В. Т. Золото у кожного в душі. — Донецьк: Східний видавничий дім. — 2010. 296 с. [Архівовано 6 квітня 2012 у Wayback Machine.]
- Терещенко О. В. Всеволод Гаршин і Україна. Донецьк: Донецький відкритий університет. Донецький інститут соціальної освіти. 2005. 136 с.
- Ольга Терещенко, Василь Терещенко. Всеволод Гаршин і Україна (видання 2-е). Донецьк: Східний видавничий дім, Донецьке відділення НТШ. 2012. 205 с.
- Терещенко В. Т. Золоті полотна. — Донецьк: Сх. вид. дім, 2013. — 196 с.